# ای‌تی‌آر اوکراین
ای‌تی‌آر اوکراین (انگلیسی: ATR) شرکت رسانه‌ای اوکراینی است، که در سال ۲۰۰۶ تأسیس شد.